# 本特利鎮區 (密歇根州)
本特利鎮區（英語：Bentley Township）是位於美國密歇根州格拉德溫縣的一個行政鎮區。

## 地方資料
本特利鎮區的面積為92.72平方千米，當中陸地面積為92.46平方千米，而水域面積為0.26平方千米。根據2020年美國人口普查的數據，當地共有人口829人，而人口密度為每平方千米8.94人。